# Danthoniopsis acutigluma
Danthoniopsis acutigluma är en gräsart som beskrevs av Lucy Katherine Armitage Chippindall. Danthoniopsis acutigluma ingår i släktet Danthoniopsis, och familjen gräs. Inga underarter finns listade i Catalogue of Life.